# Денят на Страшния съд (2000)
Денят на Страшния съд (на английски: Judgment Day) е първото самостоятелно pay-per-view събитие от поредицата Денят на Страшния съд, продуцирано от Световната федерация по кеч (WWF). Събитието се провежда на 21 май 2000 г. в Луисвил, Кентъки.

## Обща информация
Предишното издание на Денят на Страшния съд се провежда през 1998 г. В резултат на смъртта на Оуен Харт в На ръба през май 1999 г., Денят на Страшния съд е върнат през 2000 г. и е превърнат в ежегодно PPV събитие на WWF.
Основното събитие е мач Железния човек за Титлата на WWF и включва Трите Хикса срещу Скалата с комисаря на WWF Шон Майкълс като специален съдия гост. Трите Хикса побеждава Скалата, за да спечели титлата с 6 на 5, след дисквалификация в последните секунди от Шон Майкълс, в резултат на намеса от завръщащия се Гробар. Препоръчаните мачове на ъндъркарда включват отборен мач с маси, включващ D-Generation X (Роуд Дог и Екс Пак), побеждаващи Дъдли бойз (Бъба Рей Дъдли и Дивон Дъдли). Другият представен мач е мач с предаване за Интерконтиненталната титла на WWF между Крис Беноа и Крис Джерико, който Беноа печели, за да запази титлата.

## Резултати
| №                                         | Резултати | Правила                                                                                 | Време   |
| ----------------------------------------- | --- | --------------------------------------------------------------------------------------- | ------- |
| 1                                         | Много яко (Гранд Мастър Секси, Скоти Ту Хоти и Рикиши) побеждават Отбор ОКК (Острието, Крисчън и Кърт Енгъл) | Шесторен отборен мач                                                                    | 09:46   |
| 2                                         | Еди Гереро (ш) (с Чайна) поб. Дийн Маленко и Пери Сатърн                                                     | Мач Тройна заплаха за Европейската титла на WWF                                         | 07:57   |
| 3                                         | Шейн Макмеън поб. Грамадата                                                                                  | Мач Тушовете важат навсякъде                                                            | 07:12   |
| 4                                         | Крис Беноа (ш) поб. Крис Джерико                                                                             | Мач с предаване за Интерконтиненталната титла на WWF                                    | 13:27   |
| 5                                         | D-Generation X (Роуд Дог и Екс Пак) (с Тори) поб. Дъдли бойз (Бъба Рей Дъдли и Дивон Дъдли)                  | Отборен мач с маси                                                                      | 10:55   |
| 6                                         | Трите Хикса (с Шейн Макмеън, Стефани Макмеън–Хелмсли и Г-н Макмеън) поб. Скалата (ш) с 6 на 5                | 60-минутен мач Железния човек за Титлата на WWF с Шон Майкълс като специален гост съдия | 1:00:00 |
| - (ш) – указва шампиона/шампионите в мача | |                                                                                         |         |

### Мач Железния човек
| Резултат | Точка за    | Решение         | Забележка | Време |
| -------- | ----------- | --------------- | --- | ----- |
| 0–1      | Скалата     | Туш             | Туш след Натиска на Скалата                                                                                      | 10:42 |
| 1–1      | Трите Хикса | Туш             | Туш след Педигри                                                                                                 | 25:28 |
| 2–1      | Трите Хикса | Туш             | Туш след Вътрешна люлка                                                                                          | 26:27 |
| 3–1      | Трите Хикса | Туш             | Туш след Пайлдрайвър                                                                                             | 32:23 |
| 3–2      | Скалата     | Туш             | Туш след ДДТ | 40:35 |
| 3–3      | Скалата     | Дисквалификация | Трите Хикса е дисквалифициран, след като удря Скалата с метален стол                                             | 43:43 |
| 4–3      | Трите Хикса | Туш             | Туш с помощ от въжетата                                                                                          | 44:08 |
| 5–3      | Трите Хикса | Предаване       | Скалата се предава след Приспивателно                                                                            | 47:28 |
| 5–4      | Скалата     | Отброяване      | Трите Хикса не успява да се върне до 10 след Педигри върху коментаторската маса                                  | 56:09 |
| 5–5      | Скалата     | Туш             | Туш след Лакътя на народа                                                                                        | 58:03 |
| 6–5      | Трите Хикса | Дисквалификация | Скалата е дисквалифициран, след като Гробаря прави Надгробен камък на Трите Хикса в оставащата 1 секунда от мача | 59:59 |